# Ternstroemia multiovulata
Ternstroemia multiovulata är en tvåhjärtbladig växtart som beskrevs av J. Gómez-laurito, Q. Jiménez och Nelson A. Zamora. Ternstroemia multiovulata ingår i släktet Ternstroemia och familjen Pentaphylacaceae. Inga underarter finns listade i Catalogue of Life.